# Dødens Tempel (film fra 1918)
Dødens Tempel er en amerikansk stumfilm fra 1918 af James Young.

## Medvirkende
- Sessue Hayakawa - Akira
- Jane Novak - Ruth Vale
- Louis Willoughby - Edward Markham
- Mary Jane Irving - Blossom
- Sylvia Breamer - Adrienne Chester